# 阆南县
阆南县，中国旧县名。
川陕苏区设。1933年由四川省阆中县南部嘉陵江以东水观地区及仪陇县一部析置。治所在今阆中市水观音。1935年春红军北上后撤销。 